# Bantham

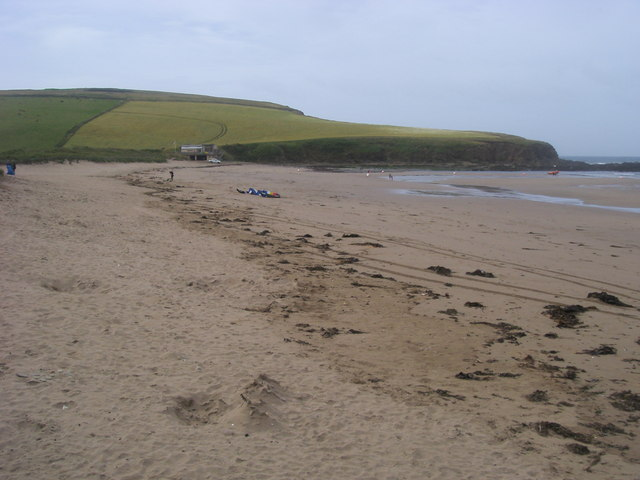
Bantham Beach

Bantham (pronuncia: [bænθəm]) è una località costiera nel sud del Devon, in Inghilterra. Si trova nel distretto di South Hams e sorge sull'estuario del fiume Avon, a 400 metri dal mare nella baia di Bigbury.

## Storia
Originariamente era un villaggio di pescatori, ma fu documentato per la prima volta come un porto che durante l'epoca romana vendeva ai Galli lo stagno e oggetti vari fatti con lo stesso stagno. Durante la loro occupazione, i romani costruirono un grande insediamento dietro le dune e nella parte occidentale del villaggio per proteggere l'ingresso a Bantham Ham dal fiume. L'insediamento, che includeva anche un mercato commerciale stagionale, ha continuato a vivere fino ai tempi della Gran Bretagna post-romana. Successivamente fu ricoperto dalla sabbia, tuttavia l'insediamento esiste dalla metà del XVIII secolo, dopo che le tempeste ne scoprirono i resti bruciati. Quando i proprietari terrieri prosciugarono le paludi locali durante il XIX secolo, i lavoratori furono in parte ricompensati grazie al permesso di portare via le ossa umane recuperate e di venderle. Dal 1978 ampi scavi archeologici hanno accertato l'estensione dell'insediamento e adesso è considerato dall'organismo pubblico che gestisce il patrimonio culturale dell'Inghilterra (English Heritage) un'area protetta.
Durante il boom delle sardine in Cornovaglia, tra il 1750 e il 1880 circa, Bantham divenne il centro regionale nel settore commerciale delle sardine. Durante questo periodo le vaste scorte regionali di sardine venivano lavorate negli impianti di salatura in Cornovaglia e successivamente spedite ai paesi cattolici romani di Francia e Spagna. Da lì venivano consumate localmente o commerciate direttamente in Italia, ancora oggi leader nel mercato delle sardine salate, dove venivano utilizzate nei piatti contadini per insaporire la pasta o la polenta. A causa della pesca eccessiva, il commercio morì rapidamente e il villaggio subì un forte declino.

## La tenuta Evans e i suoi proprietari
Dopo i suoi doveri nella prima guerra mondiale, nel 1919 il tenente comandante Charles Evans acquistò la fucina del villaggio ormai dimenticata. Innamoratosi del luogo, nel 1922 acquistò l'intero villaggio ed oltre 300 ettari di terreno che si estendevano intorno alle sponde del fiume. Dopo la seconda guerra mondiale la famiglia cedette la tenuta a una società privata a responsabilità limitata, Evans Estates (1956) Limited, che oggi possiede la maggior parte del villaggio (40 case, un pub e un negozio), il porto, la spiaggia di Bantham e un campo da golf a 18 buche in cima a una scogliera. La famiglia ha sempre gestito fermamente questa località offrendo affitti convenienti, non affittando stagionalmente la proprietà e non consentendo seconde case o case vacanza.
Alla luce dell'aumento dei costi e delle richieste dei visitatori, il consiglio di amministrazione della compagnia ha acconsentito sia all'introduzione di un Gastrobus, invece di un grande bar, sia alla locazione dei diritti sulla spiaggia a una scuola di surf. Si riporta che questa decisione e la conseguente reazione di alcuni residenti siano stati il fattore chiave che ha portato la famiglia, nel novembre 2013, a vendere il villaggio da maggio 2014 ad un prezzo stimato di oltre 13 milioni di euro.
La tenuta è stata venduta nella sua interezza nel luglio 2014 ad una famiglia privata che si è impegnata a «continuare a gestire e conservare la proprietà nello stesso modo con cui vi si è dedicata la famiglia Evans, per i prossimi 100 anni».

## Oggi
Questa località dispone di una spiaggia di proprietà privata contornata da dune e popolare tra i surfisti. La spiaggia offre, inoltre, una vista sulla vicina isola di Burgh.
Il fiume Avon può essere attraversato con un traghetto passeggeri stagionale. Il servizio è operativo al mattino dalle 10 alle 11 e al pomeriggio dalle 15 alle 16 dal lunedì al sabato, da fine aprile a fine settembre. Il biglietto costa circa 2,80 € a tratta ed è molto utilizzato dagli escursionisti del sentiero della costa sudoccidentale in quanto permette di evitare di camminare intorno all'estuario dell'Avon.

## Cultura popolare
Bantham è menzionato nella canzone dei G.E.M. pubblicata nel 2015 intitolata "Train To Bantham".